# 薩呂港區
薩呂港區，是海地的區，位於該國南部，由南部省負責管轄，面積177.4平方公里，海拔高度232米，2015年該區人口73,845，人口密度為每平方公里416.3人。